# اثر صدمین میمون

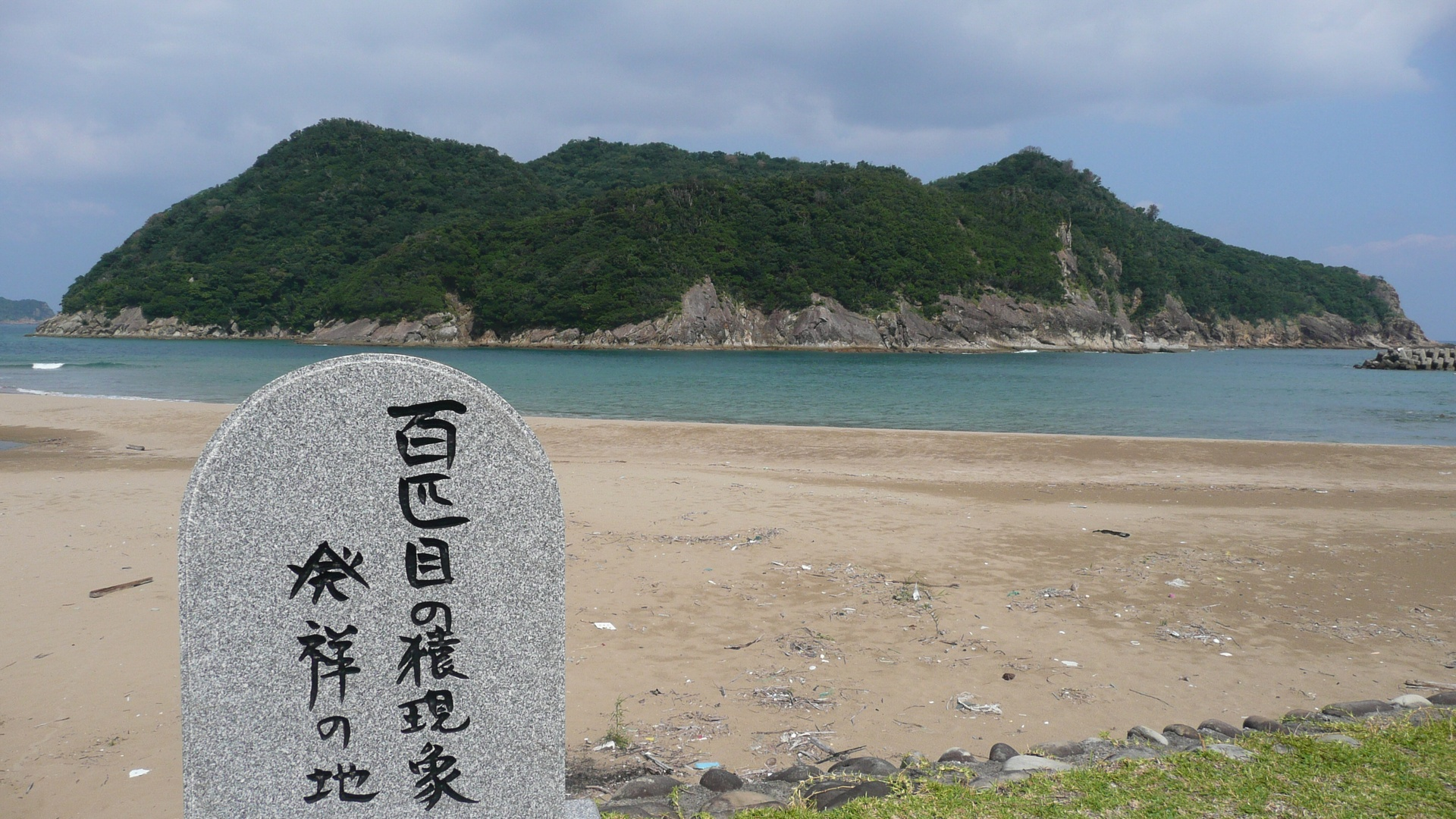
نمایی از جزیره کوجیما (Koujima)

اثر صَدُمین میمون (به انگلیسی: hundredth monkey effect)، پدیده‌ای است که ادعا می‌کند یک ایده یا یک رفتار جدید که تعداد مشخصی از اعضای یک گروه از آن آگاهی یافته‌اند می‌تواند به سرعت از روش‌هایی ناشناخته در میان گروه‌های دیگر پخش شود. نظریهٔ آن را لاورنس بلر و لیال واتسون در میانه دههٔ ۱۹۷۰ ارائه کردند و ادعا داشتند که براساس مشاهدات دانشمندان ژاپنی بوده‌است.

## محبوبیت اثر
اثر صدمین میمون ابتدا در پیشگفتار لیام واتسون بر کتاب Rhythms of Vision لاورنس بلر در ۱۹۷۵ و سپس در ۱۹۷۹ در کتاب Lifetide چاپ شد. بر طبق گفته‌های او، عده‌ای از دانشمندان، در سال ۱۹۵۲ پژوهشی را بر روی میمون‌های ماکاک ژاپنی در جزایر کوجیما انجام داده‌اند و مشاهده کرده‌اند که برخی از میمون‌ها یاد گرفته‌اند که سیب‌زمینی شیرین خود را بشویند و این رفتار جدید با مشاهده و تقلید در میان نسل جدید میمون‌ها پخش شد. سپس واتسون دریافته بود که پس از اینکه تعداد میمون‌های یادگیرندهٔ رفتار جدید به عددی حیاتی رسید (واتسون عدد ۱۰۰ را ذکر می‌کند)، این رفتار جدید به سرعت در میان میمون‌های جزایر دیگر گسترش یافت.

## انتقادات
در ۱۹۸۵، الن مایرز به بازبینی پزهش اصلی صدمین میمون در ژورنال Context پرداخت و دریافت که مطالب موجود در مقاله چاپ‌شده در مجله نخستی‌سانان دلایل موجه‌ای برای داستان واتسون نیستند. او به وجود پدیده صدمین میمون شک کرد.
در تحلیلی که رون آموندسون از مقالات مربوط به آن انجام داد و بوسیلهٔ جامعه شکاکان منتشر شد مشخص شد که در نتایج اعلام شده در پژوهش اصلی اغراق شده و یادگیری موارد جدید از طریق مشاهده و در طول زمان و از بین رفتن نسل پیشین گروه میمون‌ها بوده‌است. او دریافت که سرعت یادگیری نیز سال‌ها طول کشیده و امری ناگهانی نبوده‌است.
این امر نیز که میمون‌های جزایر دیگر نیز شستن سیب‌زمینی‌ها را یاد گرفتند می‌تواند به شنای میمون‌ها و مهاجرت آن‌ها به جزایر دیگر مربوط باشد. همچنین آموندسون پی برد که سیب‌زمینی شیرین در جزایر مربوطه بومی نبوده‌اند و به دست انسان‌ها به آنها جزایر برده شده‌اند.